# Rebets
Rebets é uma comuna francesa na região administrativa da Normandia, no departamento de Sena Marítimo. Estende-se por uma área de 3,72 km². Em 2010 a comuna tinha 149 habitantes (densidade: 40,1 hab./km²).